# 伊戈尔·鲁坚斯基
伊戈尔·尼古拉耶维奇·鲁坚斯基（羅馬化：Igor' Nikolayevich Rudenskiy；1962年9月11日—）是俄罗斯政治人物，第三、四、五、六和八届国家杜马议员。2003年，他获得经济学副博士学位。
从里加民航飞行技术学校毕业后，鲁坚斯基在生产领域担任过各种职务。1999年至2016年，他担任第三届、第四届、第五届、第六届国家杜马代表。自2021年9月起，他担任第八届国家杜马代表。
2014年，鲁坚斯基对反对者阿列克谢·纳瓦利内提起诉讼，起因是纳瓦利内散布关于鲁坚斯基在2012年的纳税申报中没有提及他拥有的土地的信息。莫斯科柳布利诺区地方法院满足了这一要求。

## 制裁
鲁坚斯基于2022年因俄乌战争而受到英国政府制裁。